# Bāqer Owghlū
Bāqer Owghlū (persiska: باقِر اُوغلی, باقر اوغلو, Bāqer Owghlī) är en ort i Iran.   Den ligger i provinsen Östazarbaijan, i den nordvästra delen av landet, 500 km nordväst om huvudstaden Teheran. Bāqer Owghlū ligger 189 meter över havet och antalet invånare är 332.
Terrängen runt Bāqer Owghlū är platt åt nordväst, men åt sydost är den kuperad. Runt Bāqer Owghlū är det ganska glesbefolkat, med 42 invånare per kvadratkilometer. Närmaste större samhälle är Gūn Gowrmez, 2,4 km väster om Bāqer Owghlū. Trakten runt Bāqer Owghlū består till största delen av jordbruksmark.